# Путь Робина в Ноттингем
«Путь Робина в Ноттингем» (англ. Robin Hood's Progress to Nottingham, Child 139, Roud 1790) — английская народная баллада, входящая в цикл баллад о Робин Гуде. Известна из нескольких бродсайдов (лубочных листков) второй половины XVII века, самый ранний из текстов имеет заголовок Robin Hood and the Forresters. Во всех бродсайдах указывается, что балладу нужно петь на мелодию Bold Robin Hood, однако определить скрывающийся за этим названием музыкальный мотив не представляется возможным.

## Сюжет
Пятнадцатилетний Робин Гуд направляется в Ноттингем и по дороге встречает пятнадцать лесников, пьющих пиво и вино. Он спрашивает о новостях и, узнав о скором состязании стрелков, выражает намерение в нём участвовать. Мужчины смеются над ним, и тогда Робин предлагает пари на двадцать марок: он попадёт в цель за сто саженей, а также убьёт оленя одной стрелой. Лесники соглашаются, не веря юноше. Тот выигрывает спор и требует свою плату, но его не принимают всерьёз и советуют уйти. Робин, смеясь, отходит на некоторое расстояние и из лука поражает всех лесников, кроме того, кто начал эту свару. Тот пытается уйти, но юноша посылает стрелу ему в голову. Жители Ноттингема выдвигаются из города, чтобы отомстить за лесников, но Робин Гуд ранит многих из них и уходит в лес. Убитых хоронят на церковном кладбище, уложив в ряд.
Сюжет баллады совершенно точно был известен уже в конце XVI века, поэтому неясно, почему Фрэнсис Джеймс Чайлд в своём собрании, располагая баллады о Робин Гуде по времени их появления, поместил эту так поздно, под номером 139. Хронологически она должна быть расположена приблизительно между балладами «Весёлый гуртовщик из Уэйкфилда» (англ. The Jolly Pinder, Child 124) и «Робин Гуд и Маленький Джон» (англ. Robin Hood and Little John, Child 125). Своей жестокостью по отношению к лесникам эта баллада похожа на другую — «Джонни Кок» (англ. Johnie Cock, Child 114), которую Чайлд поместил сразу же перед балладами о Робин Гуде.

## Русский перевод
Впервые балладу на русский язык перевёл Николай Гумилёв; его перевод под названием «Посещение Робин Гудом Ноттингама» был опубликован в сборнике «Баллады о Робин Гуде» в 1919 году. Игнатий Михайлович Ивановский перевёл балладу под названием «Робин Гуд и лесники».